# Flughafenverfahren
Das Flughafenverfahren ist ein besonderes Asylverfahren im Transitbereich eines internationalen Flughafens vor der Einreise.

## Deutschland
Rechtsgrundlage in Deutschland ist § 18a Asylgesetz (AsylG) in Verbindung mit Art. 16a Abs. 4 Satz 2 GG.
Das Gesetz ist Teil der im Zuge des Asylkompromisses am 26. Mai 1993 durch den Deutschen Bundestag beschlossenen Neuregelung des Asylrechts. Das Flughafenverfahren wird seit dem 1. Juli 1993 an denjenigen deutschen Flughäfen durchgeführt, wo es auf dem Flughafengelände eine Unterbringungsmöglichkeit für die Asylsuchenden gibt. Das Flughafenverfahren wird bisher an fünf deutschen Flughäfen eingesetzt: Berlin-Schönefeld, Düsseldorf, Frankfurt, Hamburg und München.
2009 stellten im Flughafenverfahren 435 Menschen einen Antrag auf Asyl oder anderweitigen Schutz (davon 94 aus Sri Lanka), 2010 waren es 735 (davon 167 aus dem Iran und 166 aus Afghanistan), von Januar bis Oktober 2011 waren es insgesamt 714 Menschen. Im Jahr 2020 führte das Flughafenverfahren nach Medienangaben zu 231 (52,7 %) Absagen und 207 Einreiseerlaubnissen.

### Verfahrensablauf
Bei dem Flughafenverfahren wird jede asylsuchende Person, die keine oder gefälschte Ausweispapiere mit sich führt oder aus einem sicheren Herkunftsland stammt (definiert nach § 29a AsylG und Anlage zu § 29a in Einklang mit Art. 16a Abs. 3 Grundgesetz), noch im Flughafen, vor der Einreise nach Deutschland, von der Bundespolizei in eine Flüchtlingsunterkunft im Transitbereich des Flughafens gebracht. Der Asylsuchende muss das Asylgesuch unmittelbar nach der Ankunft gegenüber der Bundespolizei begründen und darf die Unterkunft nicht verlassen, bis über das Gesuch entschieden worden ist.
Es werden Fingerabdrücke genommen und in die EURODAC-Datenbank übernommen. Durch Abgleich mit vorhandenen Daten wird festgestellt, ob dieselbe Person bereits in einem anderen Staat einen Asylantrag gestellt hat; in diesem Fall wird der Asylsuchende im Einklang mit dem Dublin-II-Verfahren dorthin ausgewiesen.
Wie bei jedem Asylverfahren findet eine Anhörung vor dem Bundesamt für Migration und Flüchtlinge (BAMF) statt. Eine solche Anhörung ist ein zentrales Element jedes Asylverfahrens.
Nur wenn das BAMF den Asylantrag innerhalb der vorgesehenen Frist von zwei Tagen als offensichtlich unbegründet ablehnt, verweigert die Bundespolizei dem Antragsteller die Einreise; er hat dann Anrecht auf asylrechtskundige Beratung durch einen Rechtsanwalt. Innerhalb von drei Tagen kann er, unterstützt durch den Rechtsanwalt, vor dem Verwaltungsgericht einen Eilantrag auf vorläufigen Rechtsschutz stellen und zugleich Klage gegen den Ablehnungsbescheid des Bundesamtes erheben.
Über den Eilantrag auf vorläufigen Rechtsschutz entscheidet das zuständige Verwaltungsgericht innerhalb der nächsten 14 Tage. Die Entscheidung wird normalerweise auf Basis der vorliegenden Dokumente durchgeführt, ohne dass der Asylsuchende nochmals angehört wird. Je nach Ergebnis wird entweder dem Asylsuchenden die Einreise nach Deutschland erlaubt, damit er sein Asylgesuch weiter verfolgt, oder er wird zurückgewiesen. Falls die Zurückweisung wegen fehlender Ausweise nicht möglich ist und die Bundespolizei sich daher erst um Ausweise für die Reise bemühen muss, muss der Asylsuchende die dafür notwendige Zeit, höchstens aber 18 Monate, in der geschlossenen Flüchtlingsunterkunft im Transitbereich verbringen. Dauert diese Unterbringung länger als 30 Tage, so wird der Asylsuchende zwischenzeitlich nach § 15 Abs. 5 u. 6 AufenthG einem Haftrichter zugeführt, damit dieser die Haftunterbringung veranlasst.
Über die Klage gegen die Ablehnung des Asylantrages wird zu einem späteren Zeitpunkt entschieden, in der Regel erst nach erfolgter Abschiebung.

### Rechtliche Bewertung und Kritik
Für die rechtliche Bewertung der nationalen Flughafenverfahren ist entscheidend, ob der Aufenthalt von Flüchtlingen im Flughafenbereich als Freiheitsentzug zu werten ist. Der Europäische Gerichtshof für Menschenrechte wertete den Aufenthalt im Transitbereich des Flughafens Paris-Orly in der Entscheidung von 1996 im Fall Amuur als Freiheitsentzug und stufte das Flughafenverfahren folglich als Verstoß gegen Art. 5 Abs. 1 der Europäischen Menschenrechtskonvention ein.
Das deutsche Bundesverfassungsgericht entschied 1996, abweichend von der Entscheidung des Europäischen Gerichtshofs, dass der Aufenthalt im Flughafenbereich nicht als Freiheitsentzug zu werten sei.
Mit Bezug auf europäisches Sekundärrecht wertete Amnesty Deutschland 2012 das Flughafenverfahren als Verstoß gegen Art. 6 der Richtlinie 2008/115/EG und gegen Art. 18 der Richtlinie 2005/85/EG.
Kritiker, darunter kirchliche, karitative und Menschenrechtsorganisationen üben scharfe Kritik am Flughafenverfahren.
Sie erheben den Vorwurf, dass die Drei-Tage-Frist den Asylsuchenden nicht genügend Zeit lasse; dies treffe erst recht auf traumatisierte, kranke, schwangere, zu junge, zu alte oder anderweitig schutzbedürftige Flüchtlinge zu. So heißt es in einer Stellungnahme: „Der Zeitdruck macht es den gerade geflüchteten und teils schwer traumatisierten Menschen unmöglich, zur Ruhe zu kommen und ihre Asylgründe substantiiert vortragen zu können. Teilweise sind sie durch die Umstände der Flucht verhandlungsunfähig.“ Auch ihr Zugang zu Rechtsanwälten reiche nicht aus.

Caritas kritisierte, das Verfahren werde auch auf Familien mit kleinen Kindern und auf unbegleitete minderjährige Flüchtlinge im Alter von 16 oder 17 Jahren angewendet; diese seien in Deutschland laut § 12 AsylVfG a. F. (neue Bezeichnung seit 24. Oktober 2015: AsylG) asylmündig, so dass es geschehen könne, dass sie das Asylverfahren ohne einen Vormund und ohne anwaltliche Betreuung durchlaufen. Zudem seien sogar unbegleitete Flüchtlinge unter 16 Jahren grundsätzlich nicht vom Flughafen-Asylverfahren ausgenommen. Auch unter Kostenaspekten sei das Flughafenverfahren weniger effizient als ein Verfahren im Inland. Hierauf hat der Gesetzgeber mit dem Asylverfahrensbeschleunigungsgesetz und einer Änderung des § 12 AsylG reagiert: Seit 24. Oktober 2015 sind nur noch volljährige Personen im Asylverfahren handlungsfähig. Personen unter 18 Jahren benötigen stets einen gesetzlichen Vertreter, den bei unbegleiteten Minderjährigen gegebenenfalls das Familiengericht bestellt.
Der Bundesrat lehnte im Herbst 2012 eine von den Ländern Brandenburg und Rheinland-Pfalz eingebrachte Initiative zur Abschaffung des beschleunigten Flughafenasylverfahrens ab.
Einer Klage gegen ein Demonstrationsverbot auf dem Betriebsgelände des Flughafens Schönefeld gab der Bundesgerichtshof statt: der allgemein zugängliche Bereich eines Flughafens gelte als öffentlicher Raum.

### Pläne zur Erweiterung auf Grenzzonen
Angesichts der Flüchtlingskrise 2015 bestanden nach Informationen der FAZ Pläne, die gesetzlichen Grundlagen dafür zu schaffen, das Verfahren auch an den zwischenstaatlichen Grenzen anzuwenden.
Im Zuge des Asylstreits 2018 sprach Horst Seehofer Anfang Juli 2018 von einer Einigung der Koalitionspartner auf Pläne für ein „Transitverfahren in Einrichtungen der Polizei“ für Flüchtlinge, die bereits einen Asylantrag in einem anderen EU-Staat gestellt haben. Diesen Plänen liegt das Konstrukt einer „Fiktion der Nichteinreise“ zugrunde, das besagt, dass ein Ausländer, der verschiedene Kontrollstellen noch nicht hinter sich gelassen hat, noch nicht eingereist ist. Die Polizeigewerkschaft hält dieses Konstrukt für juristisch nicht haltbar: Angesichts eines Urteils des Bundesgerichtshofs aus dem Jahr 2015, demzufolge die Grenzen Deutschlands zu anderen Schengen-Staaten als überschritten gelten, sobald der Reisende sie physisch passiert hat, seien die Regelungen des Flughafenverfahrens nicht auf Grenzzonen übertragbar.
Im September 2020 stellte die Europäische Kommission einen Entwurf für ein neues Migrations- und Asylpaket vor, das ähnlich wie das Flughafenverfahren ein rechtlich vor der Einreise durchzuführendes und auf der Herkunft basierendes Screening vorsieht.

## Österreich
In Österreich ist das Flughafenverfahren im 3. Abschnitt („Sonderbestimmungen für das Flughafenverfahren“) in § 31, § 32 und § 33 des Bundesgesetzes über die Gewährung von Asyl geregelt.

## Schweiz
Für die Schweiz regelt Artikel 22 AsylG das Verfahren am Flughafen. Es wird in den Flughäfen Zürich und Genf angewandt.

## International bekannte Fälle
Zu den Flüchtlingen, die ein Flughafenverfahren durchlaufen haben, gehört der Inder Devinder Pal Singh Bhullar, der Ende 1994 in Richtung Kanada ausgereist war, um dort um Asyl zu bitten, aber in Frankfurt abgefangen und anschließend im Flughafenverfahren abgewiesen wurde. Bei seiner Rückkehr nach Indien im Januar 1995 wurde er inhaftiert und mutmaßlich unter Folter und ohne Rechtsbeistand verhört, wonach er unterschrieb, an einem Bombenattentat von 1993 in Neu-Delhi beteiligt gewesen zu sein; am 13. April 2013 bestätigte der Oberste Gerichtshof Indiens in letzter Instanz sein Todesurteil. Das Verwaltungsgericht Frankfurt am Main hatte 1997 entschieden, dass Singh Bullar nach § 53 Ausländergesetz nicht hätte ausgewiesen werden dürfen, weil für ihn konkrete Gefahr bestand, Folter oder andere menschenrechtswidrige Behandlung zu erleiden. Später setzte sich die Bundesregierung mehrfach für ihn ein. So schickten Bundespräsident Joachim Gauck und Außenminister Guido Westerwelle im Mai 2013 jeweils einen an ihren indischen Amtskollegen gerichteten Appell, die Todesstrafe in eine Haftstrafe umzuwandeln. Im März 2014 wandelte das Oberste Gericht Indiens seine Strafe aufgrund der Verzögerung bei der Entscheidung über sein Gnadengesuch und aufgrund seines Gesundheitszustandes in eine lebenslange Haftstrafe um.